# Rui de Sousa de Carvalho
Rui de Sousa de Carvalho, também referenciado como Rodrigo de Sousa, e o «Herói de Mazagão» (1536 ? - 2 de Julho de 1573), comendador de Santiago de Béja na Ordem de Cristo concedida pelo Cardeal D. Henrique ( em menoridade de D. Sebastião), foi Capitão de Mazagão, e capitão de Tânger.

## Genealogia
Rui de Sousa de Carvalho, era filho de Pedro Álvares de Carvalho, senhor do Morgado de Carvalho (e capitão de Alcácer Ceguer), e de D. Maria de Távora, filha de D. Martinho de Távora, que também foi capitão de Alcácer Ceguer.

## Capitão de Mazagão
Rui de Carvalho foi capitão de Mazagão duas vezes :
Entre 1561 e 24 de Março de 1562, quando substituiu como capitão interino a Álvaro de Carvalho, seu irmão ; e tornou a fazê-lo aínda em 1562, depois do cerco da vila.

### Grande Cerco de Mazagão em 1562
Rui de Carvalho estava de capitão interino quando os mouros do Xarife vieram cercar Mazagão. Sabendo dessa vinda, tinha feito fortificar a porta da vila e os baluartes.
Em 28 de Fevereiro chegou o alcaide de Azamor com muita gente, e no 1° de Março chegou o filho do Xarife (Abedalá Algalibe), Mulei Mohammed, com suas tropas.
Por isso o capitão mandou em navio pedir socorro ao Reino. Em 3 de Março apareceram "postas mais de cinco mil tendas, brancas e negras, desde o outeiro do Leão, a perto de uma légua, até às taipas de El-Rei de Fez, além de outras de trás de Boa Fé, até à cidade de Tite. O circuito das tendas era maior do que Lisboa na época.". Havia para alojar cerca de cento e cinquenta mil homens.
Em 7 de Março começa a batalha depois de Rui de Sousa recusar a proposta de Mulei Muhamed, de se render, prometendo-lhe de o deixar partir assim como a todos os portugueses.
Em 24 de Março chega à cidade seu Capitão, Álvaro de Carvalho com uma armada.
Em 24 de Abril, depois de dois mezes de cerco, Rui de Sousa de Carvalho, ficou ferido depois da artilharia dos mouros têr derrubado parede dum baluarte : muito queimado e desfigurado, nos olhos, rosto, mãos e pernas, incitava os que ali estavam, dizendo: «á Snres soldados não digais que vosso Capitão não morre pelejando com voses». Vem daí o seu sobrenome de "herói de Mazagão".
Em 30 de Abril, depois de mais um ataque dos mouros em que muitos portugueses ficaram mortos, feridos, e queimados, mandou-se abrir a Porta do Mar e fez-se que desembarcasse uma armada de perto de vinte navios, onde vinham quinhentos soldados do rei, o capitão Francisco Henriques com duzentos e cinquenta soldados e fidalgos, e outros de Agostinho Ferraz, que eram o socorro remetido de Lisboa.
Em 7 de Maio os mouros levantaram o cerco. 
Morreram mais de vinte e cinco mil mouros e cento e dezassete portugueses. Feridos e queimados portugueses, que sobreviveram, foram duzentos e sessenta, entre os quais Rui de Sousa de Carvalho.
Mesmo assim ferido, e o governador Álvaro de Carvalho, seu irmão ausentando-se, ficou Rui como governador por pouco tempo, substituido nesse mesmo ano por Francisco de Barros de Paiva.
Volta a tomar o governo entre 1564 e 1572, data em que é chamado para governar Tânger. Seu sobrinho, Pedro Álvares de Carvalho sucede-lhe em Mazagão.  
Diogo Barbosa Machado evoca a fama que teve Rui de Sousa na época «com a memoraval defensa da Praça de Mazagão [que] havia immortalizado o seu nome (...). Para que a fama lhe continuasse as acclamações devidas à heroicidade do seu peito, o nomeou em o anno de 1572 ElRey D. Sebastião, Governador da Praça de Tangere, confiando que ao dominio da sua Coroa sogeitaria toda Africa menos ardente que o espirito de tão grande Heroe.»

## Capitão de Tânger
D. João de Meneses governador de Tânger tendo partido para Portugal em Agosto de 1572, foi substituido pouco tempo por Diogo Lopes da Franca eleito pelo povo, como em outras ocasiões, até que Rui de Sousa de Carvalho, nomeado pelo rei, chegue à cidade.
«Accompanhado com quinhentos Cavaleiros, repartidos em nove companhias, composta cada huma de cincoenta soldados de que erão Capitães D. Fernando de Menezes, D. João de Azevedo, Pedro da Sylva, irmão de Lourenço da Sylva, Regedor da Justiça, Pedro Moniz, filho de Febos Moniz, Francisco Barreto de Lima, D. Francisco de Castellobranco, irmão do Meirinho mór, D. Gilianes da Costa, Diogo Lopes da Franca, Contador de Tangere, e o Adail Simão Lopes de Mendonça, chegou Ruy de Sousa a Tangere, onde passado pouco tempo lhe offereceo a fortuna hum conflicto como preliminar obsequio à valentia do seu braço.»
Atacaram os alcaides de Alcácer Quibir, Arzila e Tetuão, com dois mil cavalos em 21 de Setembro desse ano, «no campo chamado A decida. Promptamente sahio Ruy de Sousa contra os inimigos, e travando-se hum formidavel combate pelo espaço de duas horas, não podendo os Mouros romper o nosso esquadrão, se retirarão confusos, e destroçados.»

### Casamento
Pouco tempo mais tarde partiu Rui de Sousa para Portugal, «ou por falta de saúde ou por outro negocio importante», segundo D. Fernando de Menezes, mas voltou rapidamente. Essa viagem foi feita provavelmente para casar com D. Maria da Silveira, pois diz Diogo Barbosa Machado que D. Sebastião (no qual « ardia intensamente o desejo de reduzir Africa») escreveu a Rui de Sousa, «increpando-o de ser pouco activo na guerra (...). De cuja inercia era causa o desposorio, que celebrara com D. Maria da Sylveira, preferindo as delicias do thalamo aos perigos da campanha.» 

### Morte
Pouco tempo depois da sua volta a Tânger, «estimulado com esta reprehensão (...) ao sahir de casa acompanhado de trinta cavallos acudio ao rebate da tranqueira, chamada da Fome, onde se encontrou com dous mil cavalos, capitaneados pelos Alcaides Cid Albequerim Bentud de Arzila, e Cid-Azut Bentud de Alcacere, filhos de Cid Hamet Bentud, que levavão quasi vencidos aos fronteiros António Pereira de Berredo, que depois governou Tangere, e Thomé da Sylva. Não esperou por mayor soccorro Ruy de Sousa. » Foi ao encontro, em que perderam a vida os capitães «Bento Rozeima, e a liberdade D. Antonio da Cunha ; ferido no rosto, e privado de hum olho D. Antonio Pereira, e fora cativo D. Diogo de Menezes, se o não salvara João de Ramos.» 
«No tempo que o conflito estava mais furioso na entrada da tranqueira, (...) vieram [os inimigos] correndo pela parte onde estava sómente com a sua Companhia Rui de Sousa de Carvalho, que era a tranqueira da Sylveirinha, que edificara em obsequio do appelido de sua esposa. Armado de generosos espiritos não recuzou entrar em tão desigual combate, onde depois de ter por largo tempo disputado a victoria aos inimigos, cahio trespassado com cento e dez feridas (...). Deste sanguinolento espectaculo era unica testemunha sua mulher, que assustada, e solicita clamava de huma janella, que se soccorresse aquelle Cavaleiro, que tão heroicamente peleijava contra multidão tão immensa ignorando que era seu marido»
Quando depois os outros soladados conseguiram voltar à cidade, «ignorando o lugar onde estivesse o Capitão mór, depois de feita a diligencia, que pedia o seu cuidado, o acharão morto, e despojado dos vestidos, causando-lhe o mayor espanto o numero de feridas, que recebeu seu corpo (...) conservando nas mãos grande copia de cabellos arrancados das cabeças dos mouros.»

### Homenagens
«Foy conduzido o cadaver para a Sé, onde se lhe deu honorifica sepultura. Sentio com tanto ecesso ElRey D. Sebastião a morte deste grande Capitão, que em final do seu sentimento mandou fechar as janellas do Paço, e escreveo a D. Maria da Sylveira com taes expressoens, que lhe diminuirão o pezar da falta de seu marido, fazendo mercê da comenda de Béja, que vagara por elle, a seu filho Pedro Álvares de Carvalho, que ainda era menino.»
E quando D. Sebastião foi pela primeira vez a Tânger, em 1574, «perguntou, em que parte jazia o Capitão Ruy de Sousa de Carvalho, e sendo conduzido à Cathedral de Tangere, lhe lançou agua benta sobre a sepultura, rezando-lhe hum responso, cujas ceremonias mandou ao Bispo que fizesse.»
Quando D. Filipe I de Portugal entrou em Lisboa, seu filho Pedro Álvares, apresentou-lhe «a camiza de seu pay banhada em sangue, e rasgada em muitas partes pelas lanças africanas». Disse-lhe então o rei : «Dios te haga tan buen Cavallero como fue tu padre ; e lhe lançou o habito militar da Ordem de Christo.»

## Família
Além de Álvaro de Carvalho, Rui teve 4 outros irmãos, entre eles Bernardim de Carvalho que também governou Tânger.
Casou duas vezes. A primeira com Violante da Silva de Azevedo, de quem teve Joana de Melo, entre outros filhos ; a segunda com Maria da Silveira (em 1572), filha de Belchior Serrão, Secretario da casa da India e dezembargador dos agravos, de quem teve Pedro Álvares de Carvalho e Margarida da Silveira